# Frances Perkins
Frances Perkins, nata Fannie Coralie Perkins (Boston, 10 aprile 1880 – New York, 14 maggio 1965), è stata una politica statunitense, membro del Partito Democratico ed ex Segretario del Lavoro degli Stati Uniti nelle amministrazioni Roosevelt e Truman.

## Biografia
Amica intima del Presidente Roosevelt, fu nominata da lui Segretario del Lavoro. La Perkins divenne così la prima donna ad occupare una posizione così prestigiosa in un gabinetto presidenziale; tuttora è inoltre il Segretario del Lavoro che ha servito le sue funzioni più a lungo (ben dodici anni).
Durante il suo mandato (1933-1945), la Perkins si è occupata di molte questioni importanti: attraverso il Social Security Act ha stabilito per la prima volta il salario minimo e le indennità di disoccupazione; ha garantito le pensioni agli anziani e dei benefit ai cittadini poveri; si è impegnata contro gli incidenti sul lavoro e ha sostenuto i provvedimenti legislativi contro il lavoro infantile.
Insieme ad Harold L. Ickes, la Perkins è stata l'unico membro del gabinetto Roosevelt a rimanere per tutta la durata dell'amministrazione.
Frances Perkins è ricordata dalla Chiesa Anglicana il 13 maggio.